# Saint-Didier-des-Bois
Saint-Didier-des-Bois é uma comuna francesa na região administrativa da Normandia, no departamento de Eure. Estende-se por uma área de 5,59 km². Em 2010 a comuna tinha 897 habitantes (densidade: 160,5 hab./km²).